# Moovit
Moovit (укр. Мувіт) — безкоштовний мобільний додаток GPS для отримання інформації про громадський транспорт і навігації, розроблений ізраїльським стартапом Tranzmate. Підтримуються мобільні телефони на базі операційних систем iOS Android і Windows Phone.

## Історія
Moovit був заснований як стартап в Ізраїлі у 2012 році розробниками Ніром Ерезом, Ройом Біком та Яроном Евроном. Компанія отримала 3,5 мільйона доларів у своєму першому раунді фінансування з Gemini Funds and BRM Capital. До початку 2013 року компанія запустилася по всьому світі. У 2013 році Moovit отримав 28 мільйонів фінансування венчурного капіталу від Sequoia Capital, BRM Group та Gemini Funds.
У березні 2014 року Moovit запустив «редактор спільнот», що дозволяє редакторам-волонтерам генерувати дані карти, надаючи їх для областей, в яких дані офіційно не доступні розробникам додатку.
У січні 2015 року компанія отримала 50 мільйонів доларів у фінансовому раунді від нових та попередніх інвесторів.
У 2016 році Moovit отримав нагороду Atlas Award від Інституту Айн Ред.
У лютому 2018 року Moovit отримав ще 50 мільйонів доларів у своєму раунді фінансування серії-D. Фінансування відбулося на чолі з Intel Capital, за участю колишніх інвесторів. В рамках раунду, Амнон Шахуа, віце-президент Intel, приєднався до Ради директорів Moovit як спостерігач.
У грудні 2017 року додаток мав 100 мільйонів користувачів та надавав послуги у 1500 містах 78 країн. У серпні 2019 року Moovit оголосив, що його використовують понад 500 мільйонів людей у всьому світі та він доступний у більш ніж 3000 міст 92 країн світу. У лютому 2020 року додаток мав 720 мільйонів користувачів та надавав послуги у 100 країнах, а в травні 2020 року, коли Intel придбав Moovit, додаток мав 800 мільйонів користувачів.
У травні 2020 року Moovit був придбаний Intel за 900 мільйонів доларів і інтегрований з Mobileye.

## Огляд
Moovit надає інформацію про громадський транспорт в режимі реального часу, і GPS навігацію по громадському транспорту, в тому числі інформацію про автобуси, тролейбуси, трамваї, потяги, метрополітен і пороми. Користувачі можуть побачити довколишні зупинки і станції на карті, а також планувати поїздки на всіх видах транспорту. Цей додаток об'єднує статичні дані, дані реального часу, які надаються операторами та дані зібрані від користувачів. Коли користувачі їздять на громадському транспорті з увімкненим на фоні додатком, анонімні дані про швидкість і розташування буде передано Moovit. Потім, Moovit інтегрує ці дані з графіком руху громадського транспорту, щоб поліпшити результати планування поїздок в залежності від дорожніх умов та ділиться цими даними з спільнотою користувачів.
На додаток до пасивного обміну даними, користувачі можуть активно відправляти звіти в тому числі про затримки, переповненість транспорту, наявність кондиціонера і Wi-Fi.
Moovit доступний в більш ніж 350 містах по всьому світу, включаючи Нью-Йорк, Лондон, Лос-Анджелес, Париж, Мадрид, Барселону, Рим, Сан-Паулу, Ріо-де-Жанейро, Боготу, Сантьяго-де-Чилі, Мехіко, Сідней, Торонто, Стамбул, Кейптаун і Тель-Авів. Додаток є безкоштовним для iPhone, Android і Windows Phone.